# Pelote basque aux Jeux olympiques d'été de 1992
Les épreuves de pelote basque aux Jeux olympiques de 1992.

## Résultats
| Épreuves                      | Or                              | Argent                                   | Bronze                                |
| Cesta Punta H                 | Konpa, Atain, Celaya, Oianguren | Bordes, Etcheberry, Etchalus, Abadoberry | Valdes, Valdes, Ugartechea            |
| Paleta avec pelote de gomme H | Ross, Ross, Romano, Miró        | Lissar, Lasalle, Amadoz                  | Irizar, Pagoaga, Sagarzazu, Eguinoa   |
| Pala avec pelote de cuir H    | Elortondo, Abadia, Bizzozero    | Mendiluce, Altadill, Ubanell, Egaña      | Arenas, Cambos, Cazemayor, Petrissans |
| Frontenis H                   | Salazar, Salazar                | Gonzalez, Anduiza                        | Velasco, Fite, Font, Roig             |
| Frontenis F                   | Flores, Muñoz                   | Navarrete, Palacios, Ortiz, Martinez     | Sabalza, Rollet, Claverie, Celan      |